# Maléfices (roman)
Pour les articles homonymes, voir Maléfices (homonymie).
Maléfices est un roman (Thriller) de Maxime Chattam sorti en 2004 aux éditions Michel Lafon.
Troisième et dernier volume de la Trilogie du mal, le roman met en scène Joshua Brolin et sa nouvelle amie Annabel O'Donnel qui ont coopéré et dénoué l'énigme du réseau criminel « Caliban » dans le roman In Tenebris. Le récit se déroule à Portland en juin 2002. Larry Salhindro, inspecteur de police, apprend que son frère Fleitcher vient d'être retrouvé mort dans une clairière, avec sur le visage une expression de terreur comme s'il avait vécu quelque chose d'horrible. S'ensuit la disparition de plusieurs personnes, retrouvées embaumées dans d'étranges cocons de soie d'araignée. Le duo formé par Joshua Brolin et Annabel O'Donnel, aidé par ses amis de la police, mène alors une enquête dans le monde méconnu de ceux qui aiment les araignées.

## Résumé
Un court prologue ouvre le roman : on est en juin 2001 à Portland. Sydney Folstom, médecin légiste et directrice de la morgue de Portland, se voit remettre le cadavre d'un homme pour une autopsie. Alors qu'elle a déjà ouvert le corps, elle s'aperçoit avec horreur que l'homme est toujours vivant. Mais les blessures infligées sont fatales, le malheureux perd finalement la vie. Traumatisée, le docteur Folstom cesse de pratiquer toute autopsie.
- Chapitres 1 à 7

Un an après, en juin 2002. Fleitcher Salhindro, employé de l'Agence de protection de l'environnement, est retrouvé mort dans une clairière du mont Hood avec sur le visage une expression de terreur. Joshua Brolin, grand ami du frère de la victime, l'inspecteur Larry Salhindro, le réconforte et lui propose d'assister à l'autopsie à sa place, alors qu'il s'était décidé à rendre visite à Annabel O'Donnel, sa nouvelle amie de New York rencontrée lors de l'épisode In Tenebris.
L’autopsie du défunt ne relève qu’un œdème dû à une morsure d’insecte. S’entretenant avec Tran Seeyog, un agent de l'Agence de protection de l'environnement, Brolin apprend une succession d’incidents depuis quelques mois : des personnes sont régulièrement piquées par des veuves noires, des araignées pouvant être dangereuses pour l’homme. L’EPA avait alors été contactée pour mener une enquête, d’où l’envoi de Fleitcher pour prélever de telles araignées.
Joshua décide alors de se rendre sur les lieux, accompagné deux policiers. Sur place, Brolin aperçoit des traces de lutte, mettant à mal l’hypothèse d’un simple accident. Grimpant sur une grande souche afin de dominer la clairière, il repère au loin une habitation au milieu de la nature. L'un des policiers lui explique que cette bâtisse est un centre militaire abandonné depuis de nombreuses années, dans lequel s’entraînaient des unités d’élite. Cette base secrète n’apparait sur aucune carte de la région. Examinant la souche sur laquelle il est assis, Joshua réalise que cette dernière est un parfait endroit pour observer la clairière, visiblement utilisée de temps en temps. Les soupçons d’un homicide se transforment peu à peu en certitude dans la tête de Brolin.
De retour chez lui, une grande surprise l'attend : Annabel O’Donnel. Elle a été contactée par Larry, lequel a prétexté que Joshua avait besoin d’aide. Il n’en fallait visiblement pas plus pour décider Annabel de s'envoler immédiatement depuis New York à Portland, ravie de retrouver son ami Brolin.
- Chapitres 8 à 19

Le lendemain, Larry informe Joshua et Annabel d'une succession d'incidents impliquant des morsures d'araignées venimeuses, ayant causé la mort d'une personne âgée et d'un nouveau-né. Joshua remarque immédiatement que les incidents se produisent chez des couples mariés mais ne tire aucune conclusion hâtive, bien qu’il se persuade que ces attaques ne soient nullement dues au hasard. Très vite, le trio apprend que le capitaine Chamberlain a reçu un étrange message téléphonique : d’un ton menaçant, une voix d’enfant indique un endroit par lequel la « mère des araignées » serait passée la nuit précédente.
Lloyd Meats rejoint le trio avant de se dépêcher sur les lieux : ils découvrent alors un cocon de soie accroché dans un arbre, comme s’il avait l’œuvre d’une araignée géante. Annabel monte dans l’arbre et y trouve le cadavre nu d’une jeune femme. Craig Nova, technicien de la police scientifique est envoyé sur les lieux. Alors que le corps embaumé est détaché de son arbre, tout le monde remarque qu’il est anormalement léger, comme s’il avait été vidé de sa substance, à la manière d’une araignée dévorant sa proie. Alors que les investigations ne donnent rien, personne ne s’aperçoit qu’à quelques centaines de mètres, une personne observe la scène depuis ses jumelles.
Ne croyant plus aux coïncidences, Brolin est à présent convaincu que Fleitcher a bien été assassiné, se trouvant au mauvais endroit au mauvais moment. De retour chez lui, Joshua prépare son équipement, décidé de retourner dans la clairière où fut retrouvé Fleitcher. Il est rejoint le lendemain par Annabel qui prend le relai : Joshua est demandé chez Michael Peyton, le mari de Carol Peyton, la femme retrouvée embaumée la veille. Venu sur les lieux, Craig Nova aperçoit des traces de sang, il comprend que Carol fut assommée par un objet avant d’être enlevée. Une lampe de poche est découverte sous le lit du couple. Il réalise alors que son mari avait été drogué, expliquant son mauvais état de santé à son réveil. Meats croise cette information avec une disparition similaire quelques jours plus tôt. La perspective d’un second corps embaumé semble alors inéluctable pour Brolin.
L'autopsie de corps de Carol Peyton est effectuée : le docteur Hugues confirme que nombre des organes en ont été retirés du corps, comme s'ils avaient été liquéfiés. Il découvre alors une trace de sperme dans la gorge de la victime. Entre-temps, une empreinte digitale est trouvée sur la lampe de poche trouvée chez les Peyton : elle appartient à Mark Suberton, connu pour de multiples vols et cambriolages. À la tête d'une équipe de SWAT, Meats s'introduit chez Suberton, mais ne trouve personne. Un véritable capharnaüm est entassé dans les pièces de l’appartement, butin amassé par Suberton lors de ses successifs larcins. Malheureusement pour les policiers, aucune trace de Suberton. Ils apprendront par la suite que Suberton a disparu depuis trois mois, son compte en banque n’a d’ailleurs plus bougé depuis, ce qui laisse penser qu'il n'est plus en vie.
- Chapitres 20 à 27

Dans la clairière du mont Hood, sous la menace d’un orage prêt à éclater, Annabel se décide à se rendre dans l’ancienne base militaire. Elle se trouve nez à nez avec un jeune homme, Frederick McIntyre, qui se balade souvent dans la base. Elle n'apprend rien de lui et le laisse repartir. Passant la nuit dans un des bâtiments, elle est réveillée au petit matin par un raclement de gorge. Elle aperçoit un homme bouger dans la base, une mallette à la main. Elle le suit discrètement alors qu'il se rend dans la clairière en passant par la forêt. Croyant perdre sa trace, Annabel comprend tardivement que le suspect est monté dans un arbre : il lui jette des araignées mortelles. Parvenant à s'en défaire, elle se lance à sa poursuite mais celui-ci parvient à s'enfuir, non sans noter un petit détail : son agresseur est chauve.
Joshua et Annael se retrouvent peu de temps après, se racontant mutuellement leurs découvertes. Ils vont rendre visite à un spécialiste qui leur conseille de contacter NeoSeta, un complexe de recherche, où se rend Brolin tandis qu'Annabel se dirige vers un magasin spécialisé. Annabel et Larry se font expliquer par une jeune vendeuse, Debbie, que la veuve noire qui a tué le sexagénaire est de l'espèce la plus dangereuse, une Latrodectus menavodi, originaire de Madagascar. Debbie souligne qu'une telle espèce ne peut qu'être introduite aux États-Unis de façon clandestine, il faut être d'ailleurs prudent avec cette espèce.
De son côté, Joshua apprend que si la soie d'araignée a des propriétés exceptionnelles, en produire coûte terriblement cher. Lorsqu'il aborde le cocon mortuaire de Carol avec un des responsables du complexe NeoSeta, Donovan Jackman, Joshua réalise que les moyens nécessaires sont vraiment importants. Brolin fait alors connaissance avec deux techniciennes : Gloria Helskey et Connie d'Eils. La soie produite par les araignées élevées est évidemment le principal intérêt de NeoSeta sans toutefois négliger les venins des araignées ayant des vertus médicamenteuses.
- Chapitres 28 à 44

Un second corps, celui de Lindsey Morgan, est retrouvé dans un lieu éloigné, à proximité d’une chute d’eau. L’autopsie de son corps montre la parfaite répétition du cérémonial sur Carol Peyton. Près de la scène du crime, des officiers de police découvrent le cadavre d’un cerf. Annabel s’aperçoit que l'animal a été victime d’un empoisonnement, à la manière d’une araignée géante. Elle comprend qu’il s’agit d’un message laissé par le tueur. Rejoignant Joshua et Larry, elle s’aperçoit que les gens attaqués en ville par des araignées dangereuses et les deux femmes tuées sont tous en couple. Ils concluent alors que seules les personnes mariées sont la cible des attaques, jamais les célibataires.
Joshua se décide alors à se rendre à la bibliothèque de Portland afin de se concentrer sur les araignées. Il n’y apprend que peu de choses, notant au passage que l’armée s’était effectivement intéressée aux recherches sur la soie arachnéenne, celle-ci étant très solide et permettrait sans doute de créer des blindages corporels. Affligé de tourner en rond, il appelle Larry qui lui confirme le même rituel et encore une trace de sperme dans la gorge de la victime. Brolin se rend aussitôt chez Mark Suberton, avec la ferme intention de fouiller tous les lieux, malgré l’heure tardive. Il met la main sur un carnet calciné et y lit des phrases partielles. Parmi les mots, se trouve « araignée », Brolin établit un lien définitif des crimes avec Suberton. Joshua repère un gigantesque aquarium recouvert de draps : le cadavre de Suberton y a été plongé. L’enquête est alors relancée : la mort de Suberton est antérieure aux enlèvements, son carnet trahit une personne identifiée par sa seule initiale, T. Suberton se plaint que « T » le mord souvent. Or, il travaillait chez un serrurier dont un collègue porte le nom de Trevor Hamilton.
La chance sourit enfin à Brolin et ses amis : une trace de morsure est découverte sur le corps de Suberton, elle coïncide parfaitement avec la photographie de la dentition de Hamilton découverte chez un dentiste de la ville. Un commando SWAT part immédiatement l’interpeller, mais Hamilton se jette d’un escalier, se blesse grièvement et tombe dans le coma. Ayant accompagné les SWAT, Larry Meats identifie formellement la voix de Hamilton : c’est bien lui qui avait appelé le capitaine Chamberlain quelques jours plus tôt. La trace ADN de Hamilton correspond à celle du sperme retrouvé dans la gorge des victimes.
La nuit suivante, Brolin et Saphir sont agressés à leur domicile : une personne leur a injecté du poison. Annabel est réveillée, découvre son ami sans pouls, avant d’être attaquée. Experte en sport de combat, bien que durement blessée à la main, elle se défend vaillamment et met en fuite son agresseur et appelle les secours. Croyant Joshua mort, le docteur Folstom arrive et explique que ce n’est pas le cas : il lui a été injecté une forte quantité de tétrodotoxine, mais il est encore en vie, elle lui applique une crème à base Datura stramonium, une plante contenant de la scopolamine. Elle explique qu’un an avant, elle avait autopsié un homme vivant, empoisonné à la tétrodotoxine par son épouse. Cette autopsie a finalement tué ce pauvre homme, poussant Folstom à arrêter de pratiquer des autopsies. Contactée quelques jours avant par l’inspecteur Meats au sujet des maris endormis pendant l’enlèvement de leurs épouses, elle fit immédiatement le lien avec sa mésaventure. Connaissant donc un moyen d’annihiler la tétrodotoxine, elle sut sauver Brolin. Un nouvel indice est découvert dans le bureau de ce dernier : une trace de pas, indiquant un petit pied, de taille 40.
Hospitalisé, Joshua sort de son état comateux, rassurant tous ses amis. Annabel découvre que leur agresseur l’avait suivie et observée lorsqu’elle s’était promenée la soirée précédente avec Saphir.
- Chapitres 45 à 80

À quelques kilomètres de là, un nouvel enlèvement a lieu, Dianne Rosamund disparaît après que son mari a été sauvagement poignardé et son corps violemment mutilé. Le tueur prend soin d’ouvrir en grand tous les robinets de la maison, laissant à nouveau un signe d’eau. Une idée vient à Annabel : les couples attaqués résident dans un périmètre restreint, à proximité d’un centre commercial où travaille Trevor Hamilton. Annabel et Larry s’y rendent, rencontrent Blueton, le patron de la serrurerie. Les policiers comprennent immédiatement que les Peyton, Morgan et Rosamund étaient ses clients, Trevor Hamilton faisait le double de leurs clés et les fournissait au tueur. Ils apprennent que Hamilton avait été interné dans un hôpital psychiatrique, Blueton acceptait d’embaucher des détenus pour leur réinsertion. L’inspecteur Meats obtient les témoignages de plusieurs personnes qui innocent Hamilton de l’enlèvement de Carol Peyton : ils étaient avec lui dans un dancing. Mais personne ne comprend pourquoi Hamilton s’est jeté dans le vide chez lui au moment de son arrestation.
Brolin consulte Connie d’Eils, la technicienne de laboratoire. Elle admet connaître la base militaire abandonnée, indiquant que sa supérieure, Gloria Helskey et le professeur Haggart y avaient travaillé. L’armée finançait leurs travaux chez NeoSeta après la fermeture définitive de cette base. Joshua pense alors à un rituel que les Égyptiens pratiquaient pour embaumer les corps des défunts. Il demande de l’aide à Anthony Deseaux en consultant sa bibliothèque. Effectivement, les informations avec les autopsies se croisent : présence d’huile de cèdre, que les Égyptiens utilisaient pour embaumer les défunts, après le rituel d’éviscération. Brolin comprend que le tueur est particulièrement méticuleux, adroit et réfléchi. Son regard se tourne alors vers Nelson Henry, qu’il avait rencontré au début de l’enquête. Annabel s’était renseignée sur lui, elle met en lumière que Henry a été militaire, en tant que chercheur dans des laboratoires d’armements. Annabel et Brolin l’interrogent à nouveau, celui-ci avoue avoir travaillé dans la base abandonnée, qui abritait un centre spécialisé dans la soie d’araignée, mais celui-ci ne fit pas aboutir les recherches, car il coutait beaucoup trop cher. À sa fermeture, nombre d’employés se virent offrir un poste chez NeoSeta. Il leur parle également d’un spécialiste en toxines, William Abbocan, lequel perdit la vie dans un accident de voiture.
Interrogeant les voisins des Rosamund, l’inspecteur Meats s’aperçoit que les Beahm avaient des soucis avec Dianne, laquelle les épiait régulièrement. Meats se décide à le surveiller et le surprend s’enfuyant de chez lui avec un gros sac. Au terme d’une course poursuite, il parvient à l’arrêter. Pensant tenir l’assassin des Rosamind, Meats déchante rapidement : Jimmy Beahm est tout simplement un petit trafiquant de drogue qui cachait dans son sous-sol ses plantations.
La piste Abbocan livre peu à peu ses secrets : Brolin s’aperçoit que William Abbocan était marié au moment de sa mort. Son épouse, Constance, est elle-même une scientifique diplômée en zoologie, spécialisée dans les arthropodes, dont les araignées font partie. Telle est l’information qui manquait à Brolin : il comprend que le tueur est une femme, en raison de la présence d’eau sur chacune des scènes de crime. L’eau est un symbole de pureté féminine. Meats renforce la thèse de Brolin : en dressant la biographie de Hamilton, il a appris qu’il avait été interné plusieurs années et avait pour amie Constance Abbocan. Tous deux sortirent de cet établissement un an auparavant. Le tueur a enfin un nom : Constance Abbocan. Meats poursuit ses investigations, il établit que Constance a gravement été blessée dans l’accident alors qu’elle était enceinte. Elle perdit l’enfant et les organes génitaux, la privant définitivement de procréation, ce qui la fit sombrer dans une profonde dépression d’où son internement.
Bien que leur travail soit terminé, Joshua décide d’inspecter la maison des Abbocan, située à l’extérieur de Portland, au milieu d’une clairière. L’habitation, non entretenue et apparemment inhabitée, ne livre pas de secret. Le long d’un sentier près de la maison, Annabel découvre le cadavre d’une femme avec des papiers d’identité calcinés, ceux de Constance Abbocan. Une nouvelle impasse pour Joshua et Annabel. Une personne se fait donc passer pour elle, mais le squelette doit être étudié pour en avoir la certitude.
Le corps de Dianne est découvert embaumé près d’un étang. Mais il y a le témoignage d’un homme se promenant à proximité : une femme blonde a été vue conduisant une voiture rouge. Avertissant Brolin et Annabel, Meats se rend sur les lieux. Réduisant la liste des suspects aux femmes qu’il lui reste, Joshua propose qu’Annabel aille chez Gloria Helskey tandis qu’il irait chez Debbie Leigh. Joshua ne voit rien de suspect en la jeune Debbie, il s’aperçoit qu’elle est heureuse et bien entourée. La questionnant, il obtient la certitude qu’elle n’est en rien impliquée dans les meurtres, elle était avec sa famille au moment du dépôt du dernier corps.
La chance sourit à Meats : la suspecte a été filmée dans une station service proche de l’étang, la plaque d’immatriculation est à peu près visible. Il s’agit de Gloria Helskey. Meats se précipite chez elle avec des renforts, ignorant qu’Annabel s’y trouve déjà : la ferme où réside Gloria Helskey est en proie à un incendie. Courageuse, Annabel se rue dans les flammes, elle voit Helskey étendue sur son lit : elle s’est suicidée et a mis le feu à sa maison, à côté de laquelle sont posées des bouteilles de gaz que les flammes approchent dangereusement. Meats récupère Annabel, ils évacuent les lieux au moment où les bouteilles explosent, transformant la ferme en une gigantesque boule de feu. Blessés à divers niveaux, Annabel et Meats s’en sortent finalement bien.
- Chapitres 81 à 84

Dans un court « Épilogue » de trois pages, Joshua et Annabel se détendent au bord d’une plage quelques jours plus tard. Le roman se termine par un tendre geste de Joshua envers Annabel.

## Analyse
Dans ce troisième et ultime opus, c’est une femme qui organise une série de meurtres. Cette femme intelligente et instruite connaît un destin tragique. Alors qu’elle mène une vie tranquille et vraisemblablement heureuse, un accident de la circulation lui fait perdre l’enfant qu’elle attend mais surtout ses organes génitaux, scellant à jamais l’impossibilité d’enfanter. Responsable de ce grave accident, William, son mari, provoque en elle une sentiment de révolte et de colère que seule une vengeance à grande échelle pourra calmer. Elle se surnomme elle-même la Chose, estimant avoir perdu son humanité et son identité de femme, ne pouvant plus procréer.
Ses victimes sont alors désignées : les jeunes femmes fraîchement mariées devenant de probables futures mères. Jalouse, Connie d’Eils conçoit alors peu à peu un plan pour exprimer sa colère. Elle injecte à un homme de la tétrodotoxine, le faisant passer pour mort. Son corps est alors autopsié par le docteur Folstom qui découvre l’horreur de la situation alors qu’elle lui a déjà prélevé des organes. Connie échafaude son plan, tout en prenant bien garde de ne pas attirer l’attention. Elle s’inspire du mythe de la femme Arachné, d’où cette les corps embaumés dans des cocons des femmes qu’elle a enlevées puis assassinées. Elle élève de façon industrielle une grande quantité d’araignées très dangereuses, qu’elle lâchera dans Portland afin d’y semer le chaos et la panique, avec surtout l’intention de provoquer un grand nombre de victimes.

## Personnages

### Policiers et enquêteurs
La plupart des policiers sont apparus lors des deux premiers tomes, L'Âme du mal et In Tenebris.
- Joshua Brolin : ancien policier devenu détective privé. Il est appelé par Larry Salhindro pour enquêter sur l'étrange mort de son frère Fleitcher. Fidèle à ses méthodes, l'esprit vif, Brolin fait toujours preuve de ténacité dans ses investigations pour traquer le moindre indice. Il frôlera la mort deux fois de suite, sauvé à chaque fois par Annabel venue le rejoindre.
- Annabel O'Donnel : inspectrice de police qui vient de New York prêter main-forte à Joshua, sur demande de Larry Salhindro. Toujours prête à l'action, cette jeune femme épaule Joshua en permanence, le sauvant deux fois de suite de la mort qu'elle frôlera également
- Larry Salhindro : inspecteur de police, frère de Fleitcher Salhindro, fidèle ami de Joshua Brolin, il vient le chercher quand il apprend le décès de son frère.
- Capitaine Chamberlain : le chef de la police de Portland. Il accepte qu’Annabel se joigne à l’enquête.
- Lloyd Meats : inspecteur de police à Portland, adjoint du capitaine Woodbine. Il est également un ami de Brolin.
- Sydney Folstom : médecin légiste de Portland, elle décide d'arrêter de pratiquer des autopsies après qu'elle en a effectué une sur Jeremiah Fischer, supposé mort, mais qui vivait toujours. Elle passe alors le témoin à son adjoint, Craig Nova.
- Craig Nova : membre de l’équipe de police scientifique chargée de la fouille et de la recherche d’indices sur les scènes de crime.

### Victimes
- Carol Peyton : première femme embaumée dans un cocon arachnéen, son cadavre est indiqué par un appel téléphonique depuis la gare routière de Portland.
- Lindsay Morgan : deuxième femme retrouvée embaumée.
- Dianne Rusamond : troisième et dernière victime embaumée.
- Christopher Rusamond : mari de Dianne sauvagement assassiné.

### Suspects et personnes recherchées
- Mark Suberton : premier suspect des meurtres commis, il est cependant découvert mort dans son appartement.
- Trevor Hamilton : collègue de Suberton chez un serrurier, complice de Connie d’Eils, il annonce au capitaine Chamberlain une vague d’attaques par la « mère des araignées ». Au moment d’être arrêté par la police, il se jette dans le  vide et succombe à ses blessures plusieurs jours après.
- Donovan Jackman : responsable du centre de recherche NeoSeta.
- Debbie Leigh : jeune femme employée dans un magasin d’animaux exotiques, elle renseigne Annabel et Joshua sur les araignées.
- Connie d'Eils, se surnommant « la Chose » : l'antagoniste principal du roman.

### Autres personnages
- Docteur Karstian : médecin légiste qui pratique l'autopsie de Fleitcher Salhindro.
- Tran Seeyog : agent de l'EPA, collègue de la victime Fleitcher Salhindro.
- Saphir : chien de Joshua Brolin.